# والری آلمان
والری آلمان (انگلیسی: Valarie Allman؛ زادهٔ ۲۳ فوریهٔ ۱۹۹۵) پرتاب‌گر دیسک اهل ایالات متحده آمریکا است.
وی در مسابقات کشوری و بین‌المللی در مجموع برندهٔ ۳ مدال نقره شده‌است.